# Педро Фернандес де Веласко (1399—1470)
Пе́дро Ферна́ндес де Вела́ско-и-Со́льер, по прозвищу «Добрый граф де Аро» (ок. 1399 — 25 февраля 1470, Медина-де-Помар) — испанский магнат из дома Веласко, главный королевский стюард (1418—1470), 1-й граф де Аро (1430—1470).

## Биография
Представитель дворянского дома Веласко. Сын Хуана Фернандеса де Веласко Сармьенто и Марии де Сольер, племянницы коннетабля Франции Бертрана Дюгеклена. Мария де Сольер носила титулы сеньоры де Сируэла, Марченилья и Вильяльпандо, дочь Арнальдо де Сольера, графа де Вильяльпандо, сеньора де Сируэла, Вильяльпандо и Марченильи, и Марии Альфонсо.
В 1418 по 1470 год Педро Фернандес де Веласко занимал должность главного королевского стюарда. В 1430 году король Кастилии Хуан II пожаловал ему титул 1-го графа де Аро. Также он был членом королевского совета.
В 1425 году инфант Хуан II Арагонский был провозглашен королем-консортом Наварры, хотя в действительно королевой Наварры была его супруга Бланка. Летом 1429 года, действуя в интересах инфантов де Арагон Хуан II вторгся в Кастилию через долину Энарес. Кастильский король Хуан II пожаловал Педро Фернандесу де Веласко виллу Аро, чтобы охранять границу с Наваррой. Педро Фернандес де Веласко поселился в Аро с крупным гарнизоном и сжег город Сан-Висенте-де-ла-Сонсьерра (принадлежавший Наварре).
В 1430 году было подписано перемирие между Арагоном и Кастилией. Педро Фернандес де Веласко сохранил за собой сеньорию Аро. Под контроль Педро Фернандеса де Веласко перешли Аро, Кускуррита-де-Рио-Тирон и Беладо. В мае того же 1430 года он был назначен графом де Аро.
В 1439 году Педро Фернандес де Веласко выступал в качестве посредника в так называемом «Seguro de Tordesillas», с помощью которого он намеревался установить мир между высшим дворянством во главе с инфантами Арагона и приверженцами короля Кастилии Хуана II и графа Альваро де Луны. После этого он написал «Crónica del Seguro de Tordesillas».
В 1445 году он участвовал в битве при Ольмедо. В 1449 году, как граф, он был, он должен был руководить судом в первый раз в Паулехе, недалеко от Сиури. В 1453 году в Аро он содействовал установлению мира между евреями и христианами. Он создал первое сельскохозяйственное кредитное учреждение в деревнях Кастилии. В 1455 году он основал госпиталь в Медине-де-Помар. В 1456 году он основал монастырь францисканцев в Арнедо, в 1457 году он должен был обеспечить правосудие в Фонсалече.
14 апреля 1458 года Педро Фернандес де Веласко создал майорат Салас для своего старшего сына Педро. В 1460 году он получил папскую буллу, чтобы возвести монастырь Святой Клары в Белородо (монастырь Богоматери Бретонеры).
В возрасте 60 лет Педро Фернандес де Веласко овдовел и удалился в монастырь францисканцев, который он основал в Медине-де-Помар, чтобы вести почти монашескую жизнь. Он вернулся к светской жизни, чтобы попытаться посредничать между королем Кастилии Энрике IV и его братом, инфантом Альфонсо, потерпев неудачу в попытке, после чего он снова вернулся в монастырь, где и скончался в 1470 году.

## Брак и потомство
Педро Фернандес де Кордова женился на Беатрис Манрике де Лара, дочери аделантадо Педро Манрике де Лары и Леонор Кастильской, внучке короля Энрике II, от брака с которой у него были следующие дети:
- Педро Фернандес де Веласко и Манрике де Лара (1425—1492), констебль Кастилии и 2-й граф де Аро
- Франсиско Фернандес де Веласко и Манрике де Лара
- Антонио де Веласко
- Луис Фернандес де Веласко, сеньор де Белорадо и Валь-де-Сан-Висенте, женат на Марии Манрике де Лара
- Санчо Фернандес де Веласко, сеньор де Арнедо и де-ла-Ревилла-де-Вальдепоррес, женат на Марии Энрикес, сеньоре де Сахасарра
- Леонор де Веласко
- Фернандо Фернандес де Веласко, сеньор дель Валье-де-Вильяверде.
- Хуана Перес де Веласко, жена Алонсо Энрикеса, 2-го графа де Альба-де-Листе
- Мария Перес де Веласко, жена Алонсо Энрикеса, адмирала Кастилии и 2-го графа де Мельгар.

## Юрисдикция
Сеньор Валье де Соба и де Руэсга, а также вилл де Бривьеска, Пуэбла-де-Аргансон, Арнедо, Медина-де-Помар, Санто-Доминго-де-Силос, Салас-де-лос-Инфантес, Вильяльпандо. Сеньор де Аро, Белорадо, Фриас, Вильядьего и Эррера-де-Писуэрга (пожалование сделано королем Кастилии Хуаном I в 1379 году).